# یواس‌سی‌جی‌سی موهاوی (دبلیوپی‌جی-۴۷)
یواس‌سی‌جی‌سی موهاوی (دبلیوپی‌جی-۴۷) (به انگلیسی: USCGC Mojave (WPG-47)) یک کشتی بود که طول آن ۲۴۰ فوت (۷۳ متر) بود. این کشتی در سال ۱۹۲۱ ساخته شد.